# Szczyty (gromada w powiecie białobrzeskim)
Szczyty – dawna gromada, czyli najmniejsza jednostka podziału terytorialnego Polskiej Rzeczypospolitej Ludowej w latach 1954–1972.
Gromady, z gromadzkimi radami narodowymi (GRN) jako organami władzy najniższego stopnia na wsi, funkcjonowały od reformy reorganizującej administrację wiejską przeprowadzonej jesienią 1954 do momentu ich zniesienia z dniem 1 stycznia 1973, tym samym wypierając organizację gminną w latach 1954–1972.
Gromadę Szczyty siedzibą GRN w Szczytach utworzono – jako jedną z 8759 gromad na obszarze Polski – w powiecie radomskim w woj. kieleckim, na mocy uchwały nr 13i/54 WRN w Kielcach z dnia 29 września 1954. W skład jednostki weszły obszary dotychczasowych gromad Szczyty, Brzeźce i Stromiecka Wola oraz kolonia Budy Brankowskie z dotychczasowej gromady Pokrzywna ze zniesionej gminy Stromiec oraz obszar dotychczasowej gromady Mikówka ze zniesionej gminy Białobrzegi w tymże powiecie. Dla gromady ustalono 18 członków gromadzkiej rady narodowej.
1 stycznia 1956 gromada weszła w skład nowo utworzonego powiatu białobrzeskiego w tymże województwie.
29 lutego 1956 z gromady Szczyty wyłączono wsie Pietrusin i Stromiecka Wola oraz kolonię Księży Las włączając je do gromady Stromiec w tymże powiecie.
31 grudnia 1959 do gromady Szczyty przyłączono wieś Brzeska Wola oraz kolonie Brzeska Wola, Brzeska Wola Nowa i Leopoldów ze zniesionej gromady Bobrek.
Gromadę zniesiono 1 stycznia 1969, a jej obszar włączono do nowo utworzonej gromady Białobrzegi.